# Rhinella arenarum
Espèce
Synonymes
- Bufo arenarum Hensel, 1867
- Bufo mendocinus Philippi, 1869
- Bufo marinus var. platensis Jiménez de la Espada, 1875
- Phryniscus connectens Philippi, 1902
- Bufo arenarum chaguar Gallardo, 1965

Statut de conservation UICN

 LC  : Préoccupation mineure
Rhinella arenarum est une espèce d'amphibiens de la famille des Bufonidae.

## Répartition
Cette espèce se rencontre en dessous de 2 600 m d'altitude :
- dans le nord de l'Argentine jusqu'au Nord du Chubut ;
- dans le sud de la Bolivie dans les départements de Cochabamba, de Santa Cruz, de Chuquisaca et de Tarija ;
- dans le sud du Brésil dans l'est du Rio Grande do Sul ;
- dans l'est de l'Uruguay.

Sa présence est incertaine  au Paraguay.

## Description

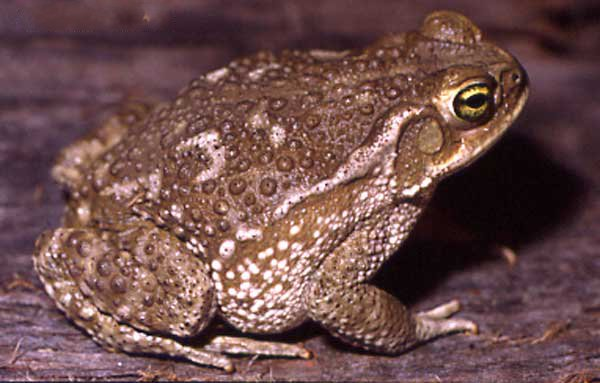
Rhinella arenarum

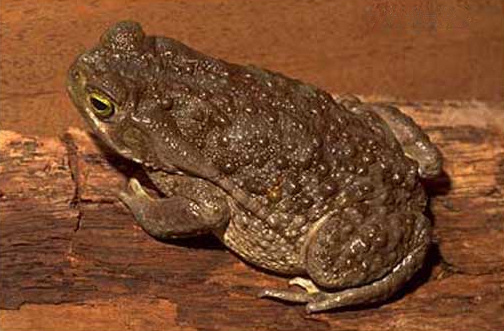
Rhinella arenarum

Les mâles mesurent en moyenne 96,1 mm et les femelles 110,3 mm.

## Publication originale
- Hensel, 1867 : Beiträge zur Kenntniss der Wirbelthiere Südbrasiliens. Archiv Für Naturgeschichte, vol. 33, no 1, p. 120-162 (texte intégral).